# 1849
Cette page concerne l'année 1849 (MDCCCXLIX en chiffres romains) du calendrier grégorien.
Pour le jeu vidéo, voir 1849 (jeu vidéo).
L'année 1849 est une année commune qui commence un lundi.

## Événements

### Afrique
- 21 février, Monrovia : Édouard Bouët-Willaumez reconnait officiellement pour la France la république du Liberia. Édouard Bouët, à bord de la frégate Pénélope, commande les quatorze bâtiments de la division navale des côtes occidentales d’Afrique avec pour mission de lutter contre la traite et de rétablir la souveraineté française sur des points côtiers insurgés, où il rétablit le commerce français (février 1849-avril 1850)[1]. Il est notamment chargé par le gouvernement français d’enquêter sur les accusations de traite esclavagiste clandestine lancées contre la maison Régis[2].
- Février : abolition du monopole d’État sur le commerce du Bilad es-Sudan sous la pression internationale[3]. Les commerçants Jallaba sont supplantés par les Khartoumiens dans le commerce avec l’Aequatoria et le Bahr el-Ghazal. Ceux-ci s’engagent dans des razzias d’esclaves, la chasse à l’éléphant et n’hésitent pas à confisquer des biens de prestige accumulés par les chefs de lignage. Ils établissent des zariba (entrepôts commerciaux) et daym ou dem (postes fortifiés) en collaboration avec les notables locaux. Cette collaboration se transforme peu à peu en rapports de domination et d’exploitation forcenées des princes marchands, qui deviennent la règle après 1860[4].

- 23 mai : 166 Brésiliens du Pernambouc quittent le Brésil à la suite de l’insurrection de 1848-1849 ; ils arrivent le 1er août à Moçâmedes en Angola[5] et sont rejoints par 327 émigrants brésiliens dans les deux ans. Ils développent la culture de la canne à sucre, ruinée dans le nord-est du Brésil[6].

- 1er juin, Kolobeng : début des expéditions de David Livingstone entre 1849 et 1871 en Afrique centrale et australe. Il traverse le désert du Kalahari et atteint le lac Ngami le 1er août[7].

- Août : John Duncan, nommé vice-consul du Dahomey, arrive à Ouidah[8].

- 28 septembre : Édouard Bouët-Willaumez obtient l’autorisation de fonder Libreville, « village chrétien et français », pour accueillir les esclaves libérés des bateaux négriers[9].

- 1er octobre, Afrique du Sud : le roi Moshoeshoe signe un traité imposé par le major Henry Douglas Warden (en), Résident britannique de l’État d’Orange, pour délimiter la frontière entre les blancs et les Basotho (Warden line)[10] ; les Basotho perdent la majeure partie des terres de la rive droite de la Caledon au profit des Boers. La situation entraine une série d’affrontements, et Warden envoie des troupes auxiliaires africaines contre les Basotho. Les Sotho ont l’avantage, et leur capitale, Thaba Bosiu, reste inviolée après leurs victoires à Viervoet (1851) et à Berea (décembre 1852)[11].

- 26 novembre : bataille de Zaatcha. Réputée imprenable, l’oasis de Zaatcha, dans le Sud algérien entre Biskra et Ouargla, base de la rébellion conduite par Bouziane, compagnon d’arme d'Abd el-Kader, tombe aux mains des troupes françaises du général Émile Herbillon. Sur 7 000 soldats engagés, français ou de l'armée d'Afrique 1 500, dont 30 officiers, sont tués ou blessés, et 600 meurent du choléra ; environ 1 500 insurgés, arabes ou berbères, meurent également[12].

### Amérique

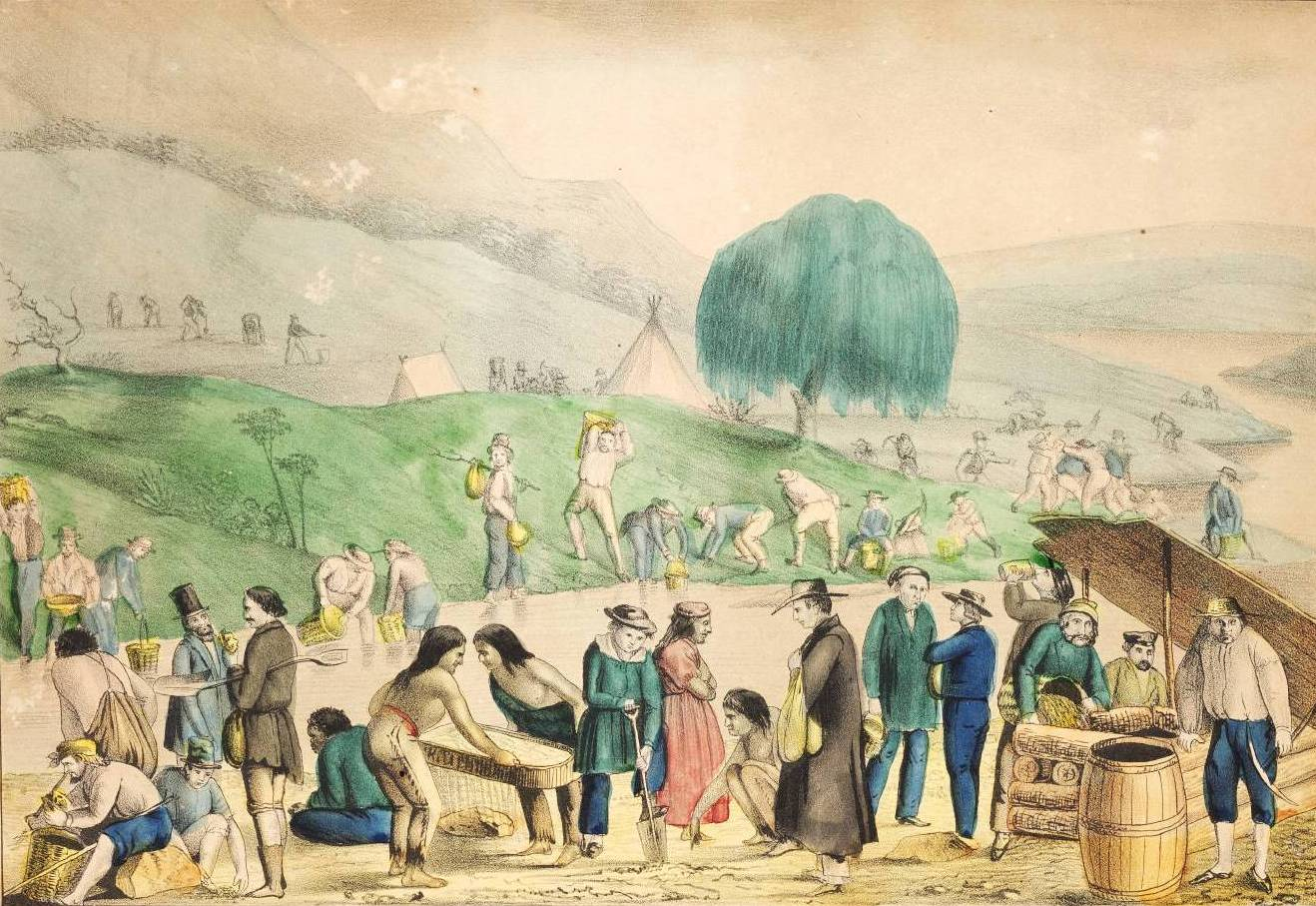
Grande ruée vers l'or en Californie, un des mythes fondateurs de l'ouest américain. La population de Californie, décuplée, atteint 100000 habitants à la fin de l’année. De nombreux émigrants sont déçus, et tentent leur chance plus loin vers l’est. D’autres profitent des prix exorbitants pratiqués dans la région pour s’établir comme fermier ou comme commerçant.

- 28 février : ouverture d’une ligne régulière de bateaux à vapeur entre la Côte est des États-Unis et la Californie par le cap Horn[13].

- 4 mars : début de la présidence Whig de Zachary Taylor aux États-Unis (fin en 1850)[14].
- 10 mars : l’Assemblée de l’État du Missouri décide de se prévaloir de la « souveraineté populaire » pour le maintien de l’esclavage plutôt que de se conformer aux décisions du Congrès d’interdire l’esclavage en dessous de la ligne Mason-Dixon[15].

- 10 mai : une foule composée majoritairement d’Irlandais dévaste l’Astor Place Opera House à New York. La milice intervient et 200 personnes sont tuées ou blessées[16].

- 21 juin, Venezuela : à Caracas, des militaires conservateurs dirigés par Lorenzo Belisario, appuyés par la population rurale des Llanos, conspirent contre le gouvernement du général Tadeos Monagas. Le 28 juin, la garnison de Coro se soulève et le 2 juillet José Antonio Páez débarque à La Vela[17].

- 15 août, Venezuela : battu par Monagas, José Antonio Páez capitule à Macapo. Il est exilé le 24 mars 1850[17].

- 26 août : Faustin Soulouque, président de la république d’Haïti depuis 1847, est proclamé empereur sous le nom de Faustin Ier[18].

- 9 septembre : traité entre des États-Unis et les Navajos[19].

- 3 novembre, Brésil : début d’une épidémie de fièvre jaune à Bahia ; elle atteint Rio de Janeiro le 14 décembre et le Pernambouc le 17[20].
- 13 novembre : la constitution de la Californie est adoptée[21] (l’esclavage est interdit).

### Asie et Pacifique

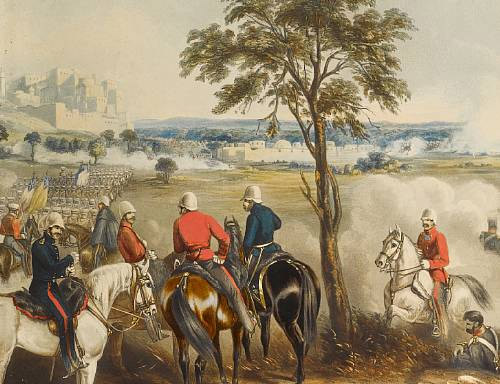
21 février : bataille de Gujrat

- 12 mars : capitulation des Sikhs à Rawalpindi après la victoire britannique à la bataille de Gujrât, sur les rives du la Chenab le 21 février[22]. Fin de la Seconde guerre anglo-sikhe.
- 29 mars : Lord Dalhousie annexe le Pendjab au prix d’une sanglante répression[22]. Il étend l’emprise britannique en prenant le contrôle de divers royaumes et soulève une profonde hostilité au sein de la noblesse et du peuple. Le souverain sikh est assigné à résidence et un Board of Governement est chargé de l’administration du Pendjab. Les innovations apportées et les restrictions imposées à la tradition sikh, ainsi qu’au commerce des esclaves, sont accueillies avec méfiance et un ressentiment croissant.

- 9 mai, Perse : les babistes, retranchés dans le mausolée du Shaykh Tabarsi dans le Mazandéran, déposent les armes[23].
- 12 mai : l’expédition russe de Nevelskoï en Extrême-Orient, partie de Kronstadt le 21 août 1849, arrive à Petropavlovsk-Kamtchatski au Kamtchatka[24]. Elle prend possession des bouches de l’Amour, reconnait le caractère insulaire de Sakhaline, et fonde le premier établissement russe à Nikolaïevsk le 13 août 1850 (fin en 1855)

- 12 août - 5 septembre : l’amiral français Legoarant de Tromelin échoue dans sa tentative de s’emparer d'Hawaï. Après avoir lancé un ultimatum au roi le 22, il occupe le fort d’Honolulu le 25[25].

### Europe

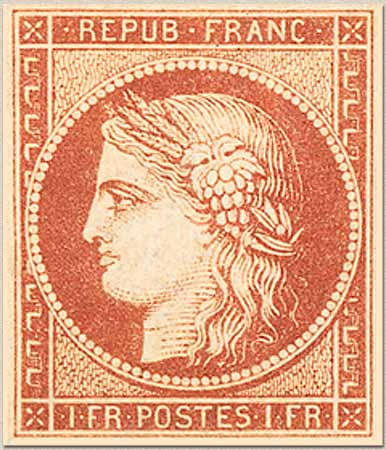
Premiers timbres-poste de France : un franc vermillon

- 1er janvier : le premier timbre français est mis en circulation[26].

- 9 février : proclamation de la République romaine[27].

- 7 mars : l’épidémie de choléra atteint Paris[28].
- 23 mars : défaite piémontaise à la bataille de Novare[29].
- 28 mars : procès de Proudhon pour ses écrits hostiles à Louis Napoléon Bonaparte. Il est condamné à trois ans de prison et incarcéré le 5 juin (1849-1852)[30].

- 5 - 11 avril : répression d’une révolte démocratique à Gênes par les troupes de Victor-Emmanuel II[31].
- 23 avril : arrestation des membres du cercle de Petrachevski, en Russie[32]. 21 condamnés à mort, dont Dostoïevski. Le 22 décembre, après un simulacre d’exécution, les condamnations sont transformées en déportations.
- 30 avril : réforme des universités en Russie par le ministre Chirinski-Chikhmatov. Limitation des effectifs (300 étudiants par université), suspension de certains enseignements (philosophie, droit constitutionnel)[33].

- 1er mai : convention de Balta-Liman près de Constantinople entre la Porte et la Russie pour l’administration de la Moldavie et de la Valachie[34]. Les deux puissances décident la nomination des hospodars pour sept ans par accord entre elles, le remplacement des Assemblées générales par des divans ad hoc dont les membres sont désignés par les hospodars et le maintien temporaire de l’occupation. Barbu Démètre Știrbei devient hospodar de Valachie et Grigore Alexandru Ghica hospodar de Moldavie.
- 12 mai : début du règne de Guillaume III des Pays-Bas (fin en 1890)[35].
- 13 mai : victoire des conservateurs (parti de l'Ordre) aux élections de l'Assemblée législative en France[36].

- 2 juin : second ministère Odilon Barrot. Alexis de Tocqueville devient ministre des affaires étrangères en France[37].
- 5 juin : une constitution démocratique est proclamée au Danemark[38]. Le roi Frédéric VII approuve une première loi fondamentale : il accepte de devenir un souverain constitutionnel, le pouvoir exécutif appartient désormais au roi et à ses ministres responsables devant un Parlement composé de deux Chambres élues au suffrage universel masculin, le Folketing et le Landsting.
- 13 juin : dernière journée révolutionnaire à Paris, dirigée par Ledru-Rollin contre l'expédition lancée en Italie pour soutenir le pape Pie IX contre le républicain Giuseppe Mazzini, mais écrasée par l'armée. Ledru-Rollin, est contraint à l’exil avec 30 Montagnards[39].

- 19 juin : suspension du droit d’association en France[40].
- 22 juin : les Autrichiens tentent sans succès le bombardement aérien de Venise assiégée au moyen de petits ballons portant des bombes incendiaires munies de mèches allumées[41].
- 26 juin : les Britanniques introduisent le principe du libre échange en abolissant l’Acte de navigation. La nouvelle législation est applicable le 1er janvier 1850[42].
- 30 juin : prise de Rome par le général Oudinot[29].

- 27 juillet : lois restreignant la liberté de la presse en France[43].

- 1er novembre : Thorbecke devient chef du gouvernement libéral aux Pays-Bas[44].

- 31 octobre : Louis-Napoléon Bonaparte dissout le ministère Odilon Barrot et nomme un nouveau gouvernement composé de ministres qui ne sont désormais plus responsables que devant le seul président (Rouher, Fould) et d’où sont exclus les catholiques (ministère de libération)[37].

- 27 novembre : loi rappelant l’interdiction des grèves en France[45].

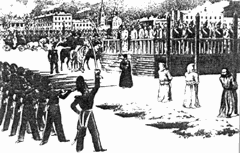
22 décembre : simulacre d’exécution des membres du cercle de Petrachevski

#### Confédération germanique

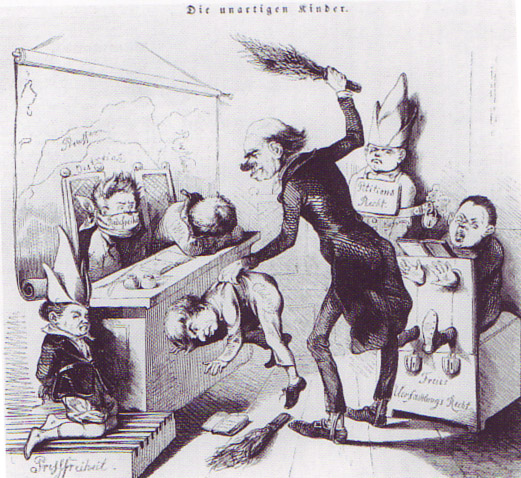
Le mauvais élève, caricature allemande de 1849. Les inscriptions disent : liberté de la presse, d’assemblée, de discourir, d’association... La carte de l’arrière-plan mentionne la Prusse.

- 13 janvier : le Parlement de Francfort exclut l’Autriche de l’Allemagne ; la couronne est offerte au roi de Prusse[46].

- 27 mars : promulgation de la Constitution de Francfort[46].
- 28 mars : le Parlement de Francfort offre la couronne au roi de Prusse[47].
- 3 avril : la Kaiserdeputation, envoyée par le parlement de Francfort offre la couronne impériale à Frédéric-Guillaume IV de Prusse qui la refuse[48]. L’Autriche rappelle ses députés en avril, la Prusse en mai.

- 28 avril : le roi de Prusse refuse définitivement la couronne d’Allemagne[47].

- 10 mai :
  - Frédéric-Guillaume IV de Prusse tente de prendre la tête d’une « Union restreinte » avec les rois de Hanovre et de Saxe[49]. Un traité est signé à Dresde le 26 mai[47]. Felix zu Schwarzenberg s’y oppose. Après des succès durant l’été, la Prusse doit faire face à une coalition des États allemands (Bavière, Wurtemberg, Saxe, Hanovre).
  - l’anarchiste russe Bakounine, arrêté à Chemnitz après l’insurrection de Dresde, est condamnée à mort le 14 janvier 1850 (peine commué en réclusion perpétuelle), livrée à l’Autriche et de nouveau condamné à mort le 15 mai (peine à nouveau commuée), puis transféré en prison à Saint-Pétersbourg (1851) et déporté en Sibérie (1857)[50].
- 25 mai : vote d’une nouvelle constitution en Prusse[51]. Le roi impose une loi fondamentale qui le décharge de toute responsabilité devant les Chambres.
- 30 mai : le gouvernement prussien établit la loi électorale des trois classes[52]. Elle favorise la première classe (nobles et gros propriétaires) au détriment de la seconde (banquiers, commerçants) et surtout de la troisième (salariés et paysans).

- 4 juin : combat naval de Heligoland dans première guerre de Schleswig[53].
- 6-18 juin : parlement croupion allemand. Le parlement de Francfort se réfugie à Stuttgart où il est dispersé par l’armée du roi de Wurtemberg[54]. L’espoir démocratique allemand est réduit à néant (ère réactionnaire).
- 6-28 juin : parlement de Gotha, favorable au projet d’union restreinte[55].
- 16 juillet : les Badois, Allemands et Palatins réfugiés en Suisse après la défaite du mouvement républicain allemand devant les troupes prussiennes sont expulsés par le Conseil fédéral[56].

- 30 septembre : Vienne et Berlin, qui font de l’établissement d’un pouvoir fort une priorité absolue, signent un traité provisoire, appelé intérim, avec un directoire de quatre membres gouverner la confédération[54]. Cela a pour effet la dissolution de l’alliance des Trois Rois (Hanovre, Prusse, Saxe) envisagée un moment par le conseiller du roi de Prusse von Radowitz qui prévoyait l’intégration de l’empire d’Autriche dans une nouvelle union allemande.

- 15 octobre : essai d’union restreinte en Allemagne[57].
- 20 décembre : démission du Régent impérial[58].

#### Empire d’Autriche
- Janvier - juillet : lutte des révolutionnaires hongrois contre les Roumains de Transylvanie qui repoussent l’Union avec la Hongrie, sous les ordres d’Avram Iancu[59]. L’armée hongroise occupe rapidement les principaux centres.

- 5 janvier : les Autrichiens prennent Pest, avec l’aide de troupes croates[60].

- 26 février : victoire du feld-maréchal Windischgrätz sur les Hongrois à Kápolna[61].

- 4 mars : le projet de constitution fédéraliste du parlement autrichien de Kremsier est renvoyé par le gouvernement Schwarzenberg et l’empereur et une constitution est « octroyée ». Tous les pays de la monarchie sont placés sur un pied d’égalité et réduits au rang de circonscriptions administratives. la Transylvanie devient une province de l’empire distincte de la Hongrie[62].

- 7 mars : dissolution du parlement autrichien de Kremsier[63].
- 10 mars : les représentants du Conseil national slovaque demandent à l’empereur que la Slovaquie soit séparée de la Hongrie et qu’elle soit autonome dans le cadre de l’Empire[64].

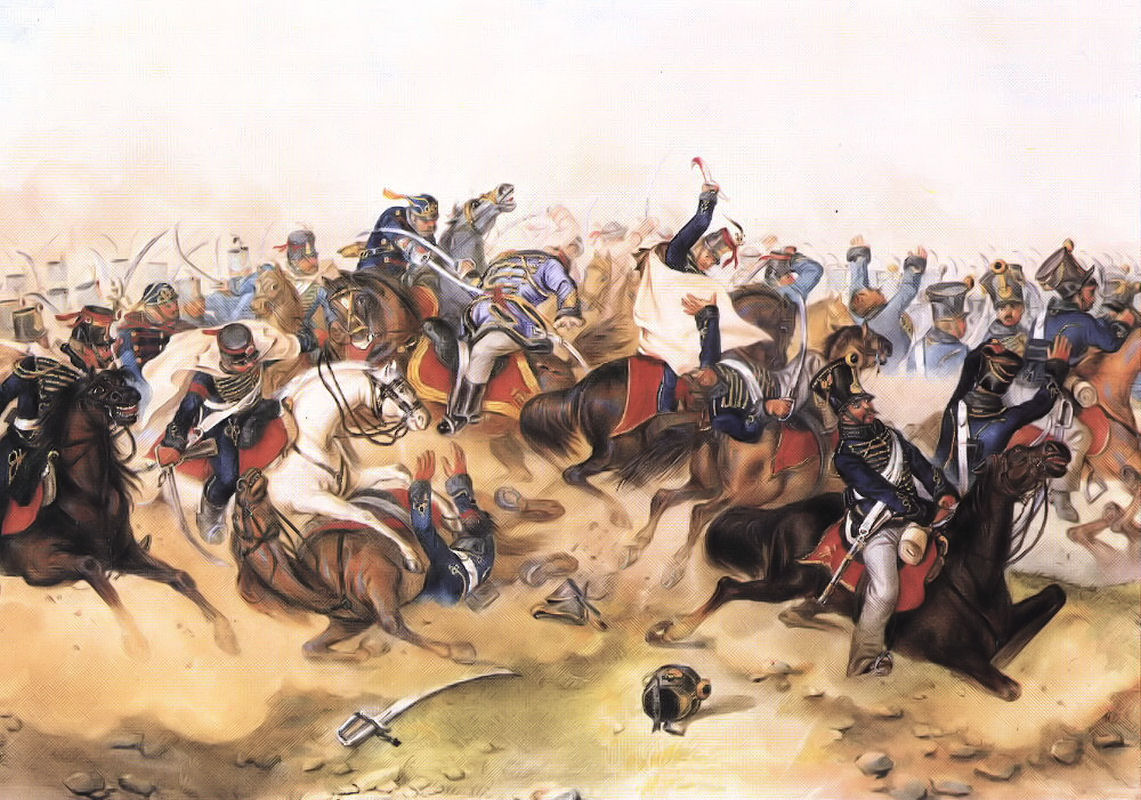
4 avril : bataille de Tápióbicske.

- 6 avril : victoire hongroise à la bataille d'Isaszeg (hu)[65].
- 14 avril : le parlement hongrois, réfugié à Debrecen, est dominé par les radicaux. Sous l’impulsion de Kossuth, ministre de la guerre, la Hongrie devient un État républicain indépendant. Kossuth est élu président-gouverneur sans que la République ne soit proclamée[66]. Il exerce une véritable dictature pour mener une lutte à outrance face au « parti de la paix ». Les troupes hongroises remportent plusieurs victoires et rétablissent la situation militaire au printemps. Felix zu Schwarzenberg fait appel aux Russes qui franchissent la frontière hungaro-polonaise en mai, tandis que le général Haynau prend la tête de l’armée autrichienne en Transdanubie.

- 21 mai : Buda est reprise par les Hongrois et le gouvernement de Kossuth s’y installe en juin[67]. Isolé, il doit se réfugier à Szeged, puis à Arad (juillet).

- 28 juillet : dans sa dernière séance, le Parlement hongrois vote à Szeged la « loi des nationalités » qui accorde aux Roumains et aux Slaves de Hongrie le libre exercice de leurs droits. Le même jour, il vote la loi d’émancipation « des habitants de religion mosaïque »[68].
- 31 juillet : les Hongrois de Józef Bem sont vaincus par les Russes à la bataille de Segesvár (hu), en Transylvanie (mort de Petöfi)[69].

- 5 août : défaite hongroise à la bataille de Szőreg[70].
- 9 août : défaite hongroise à la bataille de Temesvár (hu)[71].
- 10 août : Kossuth publie un décret annonçant l’arrêt officiel des hostilités entre Roumains et Magyars. Kossuth cède les pleins pouvoirs au général Artúr Görgey et se réfugie en Turquie, puis en Grande-Bretagne[72].

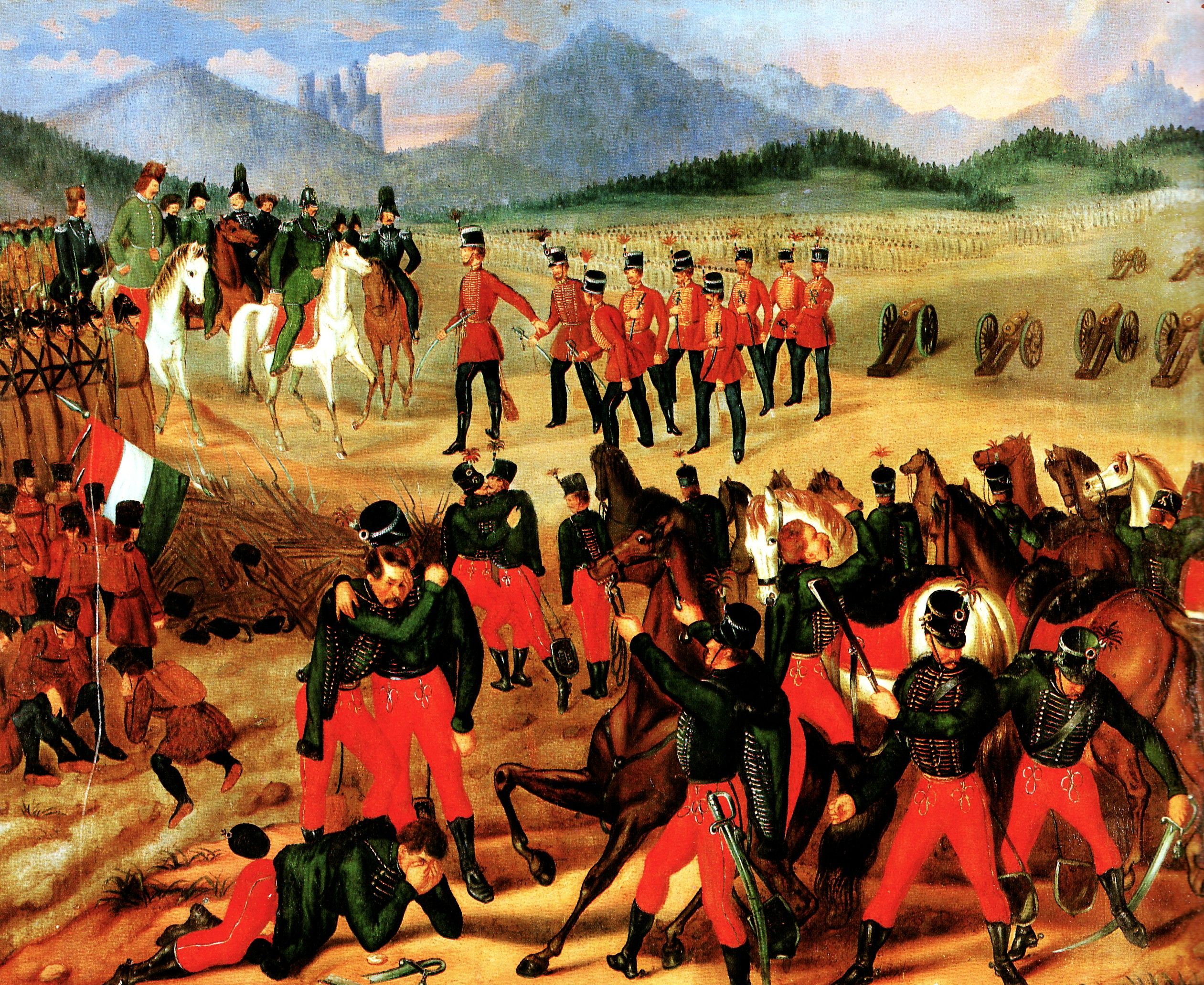
13 août :

- 13 août : capitulation hongroise à Világos (hu), alors entre les mains du général russe Paskevitch[73]. Les Russes se retirent et une terrible répression menée par Haynau s’abat sur le pays (fin en 1852).

- 6 octobre : Batthyány et 13 autres chefs révolutionnaires sont exécutés[74]. 120 militaires et civils sont exécutés à la suite de leur condamnation par des tribunaux de guerre, d’autres simplement massacrés et des milliers de personnes condamnées à des peines de prison ou aux travaux forcés. L’Autriche inaugure en Hongrie plus de 10 ans de gouvernement centralisé. Plusieurs milliers de Hongrois choisissent l’exil après la chute. Beaucoup rentreront, mais un millier environ iront en Amérique, en Europe occidentale ou resteront en Turquie.
- 20 novembre, Hongrie : inauguration du Széchenyi lánchíd, construit par le libéral Széchenyi, premier pont permanent reliant Buda à Pest[75].

## Naissances en 1849
- 9 janvier : John Hartley, joueur de tennis britannique, vainqueur à deux reprises du Tournoi de Wimbledon, en 1879 et 1880 († 21 août 1935).
- 11 janvier : Philipp Bertkau, zoologiste allemand († 22 octobre 1894).
- 12 janvier : Jean Béraud, peintre impressionniste français († 4 octobre 1935).
- 18 janvier :
  - Edmund Barton, homme d'État britannique puis australien († 7 janvier 1920).
  - Eugène Carrière, peintre, enseignant et lithographe symboliste français († 27 mars 1906).
- 24 janvier : Paul de La Boulaye, peintre français († 4 janvier 1926).
- 30 janvier : Hyacinthe Fourtier, militaire et photographe français († 29 décembre 1894).

- 1er février : Albert Lebourg, peintre impressionniste français († 6 janvier 1928).
- 10 février : Hugo d'Alesi, peintre et graphiste publicitaire français († 11 novembre 1906).
- 15 février : Jean Brunet, peintre français († 23 février 1917).
- 17 février : Daniel Dupuis, peintre, sculpteur et graveur-médailleur français († 14 novembre 1899).
- 24 février : Franz Skarbina, peintre allemand († 18 mai 1910).
- 26 février : Victor de Carnières, agriculteur, journaliste, homme politique franaçais († 26 mars 1917).

- 1er mars : Barthélemy Niollon, peintre français († 20 avril 1927).
- 2 mars : Lev Dmitriev-Kavkazski, graphiste et illustrateur russe († 1er février 1916).
- 9 mars : Robert Wiedemann Browning, peintre et critique d'art britannique († 8 juillet 1912).
- 13 mars : Périclès Pantazis, peintre et dessinateur grec († 25 janvier 1884).
- 17 mars : Victor Binet, peintre français († 15 janvier 1924).
- 18 mars : Margaret Dockrell, femme politique irlandaise († 29 juin 1926).
- 19 mars : Paul Cunisset-Carnot, magistrat, homme politique et écrivain français († 1er juin 1919).
- 25 mars :
  - Henri Van Dyck, peintre belge († 9 février 1934).
  - František Ženíšek, peintre bohémien († 15 novembre 1916).

- 6 avril :
  - Syed Ameer Ali, juriste, homme politique et historien indo-britannique († 3 août 1928).
  - John William Waterhouse, peintre britannique († 10 février 1917).
- 8 avril : Miloš Tenković, peintre serbe († 1890).
- 10 avril : Henri Toussaint, peintre, illustrateur et graveur français († 25 septembre 1911).
- 12 avril : Albert Heim, géologue suisse († 31 août 1937).
- 16 avril : Pierre Leprat, peintre et professeur de dessin et d'histoire de l'art français († 4 octobre 1936).
- 19 avril : Eva Gonzalès, peintre impressionniste française († 6 mai 1883).
- 23 avril : Philippe Zacharie, peintre français († 25 janvier 1915).
- 24 avril : Joseph Gallieni, militaire français, maréchal de France († 27 mai 1916).
- 25 avril : Felix Klein, mathématicien allemand († 22 juin 1925).
- 30 avril :
  - Fernand de Belair, peintre français († 6 mai 1928).
  - Jennie Tuttle Hobart, américaine, femme du vice-président des États-Unis Garret Hobart († 8 janvier 1941).

- 1er mai : George L. Rives, homme politique américain († 18 août 1917).
- 3 mai : Bernhard von Bülow, homme politique et chancelier allemand († 28 octobre 1929).
- 4 mai : Jyotirindranath Tagore, dramaturge, éditeur, traducteur, peintre et musicien indien († 4 mars 1925).
- 6 mai : Wyatt Eaton, peintre canadien († 7 juin 1896).
- 9 mai :
  - Louis Antoine Capdevielle, peintre français († 27 juillet 1905).
  - Gustave Fraipont, peintre, sculpteur, illustrateur et affichiste français d'origine belge († 29 avril 1923).
- 10 mai : Victor Masson, industriel, peintre et illustrateur français († 17 juillet 1917).
- 17 mai : Frédéric Montenard, peintre français († 11 février 1926).
- 23 mai : Károly Khuen-Héderváry, homme politique hongrois († 16 février 1918).
- 26 mai : Hubert von Herkomer, peintre allemand († 31 mars 1914).
- 28 mai :
  - Louis Monziès, peintre et graveur français († 13 mars 1930).
  - Adolphe Wouters, compositeur belge († 16 avril 1924).
- 31 mai : Carl Fredrik Hill, peintre et dessinateur suédois († 22 février 1911).

- 2 juin : Albert Besnard, peintre et graveur français († 4 décembre 1934).
- 6 juin : Emilie Preyer, peintre allemande († 23 septembre 1930).
- 7 juin : Pavel Svedomski, peintre russe († 27 août 1904).
- 8 juin :
  - Julien Dillens, sculpteur belge († 24 décembre 1904).
  - Lucien-Pierre Sergent, peintre français († 19 mai 1904).
- 14 juin : Hugo von Habermann, peintre allemand († 27 février 1929).
- 16 juin : Anna Adelaïde Abrahams, peintre de natures mortes néerlandaise († 18 janvier 1930).
- 21 juin : Richard Bisschop, peintre, dessinateur et aquarelliste néerlandais († 22 mars 1926).

- 1er juillet : Louis Welden Hawkins, peintre français († 1er mai 1910).
- 3 juillet : Henry Ebel, peintre et décorateur français († 5 janvier 1931).
- 4 juillet : Frédéric Régamey, écrivain, peintre, illustrateur, graveur et lithographe français († décembre 1925).
- 7 juillet : Paul-Eugène Mesplès, peintre, caricaturiste, musicien, illustrateur, lithographe, graveur et chansonnier français († 2 septembre 1924).
- 8 juillet : Henri Rovel, peintre, compositeur et météorologue français († 1er août 1926).
- 19 juillet :
  - Ferdinand Brunetière, écrivain, critique littéraire († 9 décembre 1906).
  - Gerhard Munthe, peintre, illustrateur et designer norvégien († 15 janvier 1929).
- 20 juillet : Théobald Chartran, peintre français († 16 juillet 1907).

- 3 août : Axel Liebmann, compositeur danois († 23 janvier 1876).
- 11 août : Giacomo Favretto, dessinateur et peintre italien († 12 juin 1887).
- 12 août : Abbott Handerson Thayer, peintre américain († 1921).
- 18 août : Benjamin Godard, compositeur français († 10 janvier 1895).
- 19 août : Joaquim Nabuco, homme politique, diplomate, historien, juriste et journaliste brésilien († 17 janvier 1910).
- 20 août : Joseph-Jean-Félix Aubert, peintre français († 23 mai 1924).
- 23 août :
  - Mary Renard, peintre française et conservatrice au musée d'Alençon († 10 octobre 1925).
  - Alfred Youl, homme politique britannique puis australien († 3 février 1921).

- 6 septembre : Adolfo Saldías, historien, avocat, homme politique, militaire et diplomate argentin († 17 octobre 1914).
- 8 septembre : Gustav Schreck, compositeur et pédagogue allemand († 22 janvier 1918).
- 12 septembre : Alexander von Krobatin, maréchal et homme politique autrichien actif pendant la période austro-hongroise († 28 septembre 1933).
- 18 septembre : Osvaldo Tofani, peintre, aquarelliste, dessinateur, graveur et illustrateur italien († 4 décembre 1915).
- 21 septembre : Maurice Barrymore, acteur britannique naturalisé américain († 25 mars 1905).
- 26 septembre : Ivan Pavlov, physiologiste russe († 27 février 1936).
- 27 septembre : Émile Claus, peintre belge († 14 juin 1924).

- 11 octobre : Alfred Kowalski, peintre polonais († 16 février 1915).

- 5 novembre :
  - Ruy Barbosa de Oliveira, écrivain, juriste et homme politique brésilien († 1er mars 1923).
  - Enrico Cavalli, peintre postimpressionniste italien († 28 février 1919).
  - Achille Cesbron, peintre français († 3 janvier 1913).
- 7 novembre : Józef Chełmoński, peintre polonais († 6 avril 1914).
- 15 novembre : Emil Steinbach, chef d'orchestre et compositeur allemand († 6 décembre 1919).
- 17 novembre :
  - Charlotte Wahlström, peintre suédoise († 22 février 1924).
  - Pharaon de Winter, peintre français († 22 juin 1924).
- 20 ou 21 novembre : Amanda America Dickson, socialite afro-américaine († 11 juin ou 11 juillet 1893).
- 22 novembre :
  - Georges Jules Bertrand, peintre français († 11 août 1929).
  - Lucien Simonnet, peintre français († 16 avril 1926).
- 27 novembre : Eugen Zardetti, peintre suisse († 21 février 1926).
- 28 novembre : Jehan Raymond, peintre, décorateur, designer et enseignant français († 6 juin 1930).
- 30 novembre : Auguste Lepère, graveur, illustrateur et peintre français († 20 novembre 1918).

- 8 décembre : Pierre Paulin Andrieu, cardinal français, archevêque de Bordeaux († 14 février 1935).
- 22 décembre : Christian Rohlfs, peintre allemand († 8 janvier 1938).
- 28 décembre : Herbert von Bismarck († 18 septembre 1904).

- Date précise inconnue :
  - François Brunery, peintre italien († vers 1926).
  - Athanásios Eftaxías, homme politique grec († 5 février 1931).
  - Ernesto Villar Millares, compositeur et musicologue espagnol († 1916).
  - Alice Vasselon, peintre française († 1893).

## Décès en 1849
- 11 février : Luigi Ademollo, peintre italien (° 30 avril 1764).

- 18 mars : Antonin-Marie Moine, sculpteur romantique français (° 29 juin 1796).
- 28 mars : Stephan Ladislaus Endlicher, botaniste et linguiste autrichien (° 24 juin 1804).

- 3 avril : Juliusz Słowacki, poète polonais (° 4 septembre 1809).

- 4 mai : Katsushika Hokusai, graveur et peintre japonais (° 23 novembre 1760).
- 11 mai :
  - Otto Nicolai, compositeur allemand (° 9 mai 1810).
  - Victor Peytavin, peintre français (° 1773).
  - Mme Julie Récamier, salonnière, femme de lettres (° 4 décembre 1777).

- 28 mai : Anne Brontë, écrivaine britannique († 28 mai 1849).
- 3 juin : François de Fossa, militaire et compositeur français (° 31 août 1775).
- 8 juin : Bianca Milesi, femme patriote, écrivain et peintre italienne (° 22 mai 1790).
- 9 juin :  Marie-Éléonore Godefroid, peintre portraitiste française (° 20 juin 1778).
- 10 juin : Friedrich Kalkbrenner, compositeur et pianiste allemand naturalisé français (° 7 novembre 1785).
- 15 juin : James K. Polk, ancien Président des États-Unis (° 2 novembre 1795).

- 6 juillet : Olaf Rye, militaire norvégien et danois et premier sauteur à ski de l'histoire (° 16 novembre 1791).
- 14 juillet : François Prume, violoniste et compositeur belge (° 3 juin 1816).
- 24 juillet : Alexander Macco, peintre allemand (° 29 mars 1767).

- 2 août : Méhémet Ali, vice-roi d'Égypte (° 4 mars 1769).
- 3 août : Constance-Marie Charpentier, peintre française (° 4 avril 1767).
- 12 août : Albert Gallatin, homme politique et diplomate des États-Unis (° 29 janvier 1761).
- 26 août : Jacques Féréol Mazas, violoniste français (° 23 septembre 1782).
- 28 août : Giovanni Carlo Bevilacqua, peintre italien (° 1775).
- 30 août : Pierre Caze, auteur, littérateur et homme politique français (° 24 septembre 1767).
- 31 août : Lizinska de Mirbel, miniaturiste française (° 26 juillet 1796).

- 15 septembre : Carlo Bellosio, peintre italien (° 21 octobre 1801).
- 19 septembre : Dominique Papety, peintre français (° 12 août 1815).
- 21 septembre : Manuel de Sarratea, diplomate, homme politique et militaire espagnol puis argentin (° 11 août 1774).
- 25 septembre : Johann Strauss (père), compositeur et chef d'orchestre autrichien (° 14 mars 1804).
- ? septembre : Miguel Estanislao Soler, homme politique et militaire espagnol puis argentin (° 1783).

- 6 octobre :
  - Lajos Aulich, homme politique hongrois (° 25 août 1793).
  - Arisztid Dessewffy, général hongrois (° 2 juillet 1802).
  - Károly Knezić, général hongrois (° 6 septembre 1808).
  - György Lahner, général hongrois (° 6 octobre 1795).
  - József Nagysándor, général hongrois (° 17 octobre 1803).
  - Ignác Török, général hongrois (° 23 juin 1795).
- 7 octobre : Edgar Allan Poe, écrivain américain (° 19 janvier 1809).
- 15 octobre : Giuseppe Borsato, peintre italien (° 1771).
- 17 octobre : Frédéric Chopin, compositeur polonais (° 1er mars 1810).
- 26 octobre : Egidius Mengelberg, peintre et graveur allemand (° 8 avril 1770).

- 1er novembre : Gottfried Wilhelm Völcker, peintre allemand (° 23 mars 1775).
- 13 novembre : William Etty, peintre britannique (° 10 mars 1787).
- 14 novembre : Auguste Savagner, historien français (° 7 février 1808).
- 16 novembre : Étienne-Barthélémy Garnier, peintre français (° 24 août 1759).
- 21 novembre : François Marius Granet, peintre et dessinateur néoclassique français (° 17 décembre 1775).

- 4 décembre : Jovan Pačić, officier, poète, écrivain, traducteur, illustrateur et peintre serbe (° 6 novembre 1771).
- 8 décembre : Auguste de Gérando, essayiste et historien français (° 4 avril 1819).
- 13 décembre : Le comte Johann Centurius von Hoffmannsegg, botaniste, entomologiste et ornithologue allemand (° 23 août 1766).
- 14 décembre : Conradin Kreutzer, musicien, chef d'orchestre et compositeur allemand (° 22 novembre 1780).
- 15 décembre : Ferdinand Charles Victor d'Autriche-Este, fils du duc François IV de Modène et de la duchesse née Marie-Béatrice de Sardaigne (° 20 juillet 1821).
- 28 décembre : Antoine Quatremère de Quincy, écrivain, philosophe, archéologue, critique d'art et homme politique français (° 21 octobre 1755).
- 29 décembre : Dionisio Aguado, guitariste classique, pédagogue et compositeur espagnol (° 8 avril 1787).

- Date précise inconnue :
  - Jacques-Nicolas Paillot de Montabert, peintre français (° 6 décembre 1771).
  - Victorine-Angélique-Amélie Rumilly, peintre française (° 1789).